# Year One – Aller Anfang ist schwer
Year One – Aller Anfang ist schwer (Originaltitel: Year One) ist eine Filmkomödie aus dem Jahr 2009 von Harold Ramis mit Jack Black und Michael Cera in den Hauptrollen.

## Handlung
Zed und sein Freund Oh leben in einem prähistorischen Dorf als Jäger und Sammler. Weder respektiert der Stamm den erfolglosen Jäger Zed und den Sammler Oh, noch beachten die Frauen sie. Nachdem Zed eine Frucht vom verbotenen Baum der Erkenntnis gegessen hat, fühlt er sich weiser und denkt über den Sinn des Lebens nach. Als seine Tat herauskommt, verbannt ihn der Schamane aus dem Dorf. Da Zed aus Versehen Ohs Hütte niedergebrannt hat, folgt ihm Oh. Gemeinsam gehen sie über das vermeintliche „Ende der Welt“ hinaus, das hinter den Bergen liegen sollte und treffen auf Kain und Abel, die miteinander in Streit geraten. Die beiden werden Zeuge, wie Kain schließlich Abel tötet. Kain drängt sie zum gemeinsamen Abendessen und verkauft sie später als Sklaven. Als ein Trupp Krieger die Karawane der Sklaven angreift, gelingt Zed und Oh die Flucht. Sie treffen auf Abraham und halten ihn davon ab, seinen Sohn Isaak zu opfern. Abraham nimmt die beiden zu den Hebräern mit und erzählt ihnen von den sündigen Städten Sodom und Gomorra, was Zeds Aufmerksamkeit erregt. Als Abraham auf die Idee kommt, den Tag zu feiern, indem er im Namen Gottes allen Männern den Penis beschneidet, flüchten die beiden und gelangen nach Sodom.
In Sodom treffen sie Kain wieder, der ihnen hilft, einen Job in der Stadtwache anzunehmen. Als Prinzessin Inanna in der Stadt auftaucht, knien alle vor ihr nieder, nur Zed nicht. Dies weckt ihre Aufmerksamkeit, sodass sie ihn am Abend in ihrem Palast empfängt. Sie fordert Zed auf, das Allerheiligste („Holy of Holies“) zu betreten, da sie ihn für den Auserwählten hält. Dort findet Zed nur Oh vor, der sich dort vor den Nachstellungen des Hohepriesters versteckt. Beide werden gefangen genommen und zum Tode durch Steinigung verurteilt. Zed gelingt es, eine Begnadigung vom König zu erwirken, der sie stattdessen nur zu Sklavenarbeit verurteilt. Als der König Jungfrauen ins Feuer wirft, auf dass die Götter es regnen lassen, unterbricht Zed die Zeremonie. Inzwischen sind auch die Hebräer in Sodom angekommen, um die ungläubigen Sünder zu bekämpfen. Die einstigen Herrscher von Sodom werden vernichtet und das Volk feiert Zed als den Auserwählten. Zed lehnt jedoch ab und erklärt, dass jeder ein Auserwählter sein kann.

## Produktion
- Kinostart in den USA war am 19. Juni 2009, in Deutschland am 27. August 2009.
- Die Produktionskosten wurden auf 60 Millionen US-Dollar geschätzt. Der Film spielte in den Kinos weltweit rund 62 Millionen US-Dollar ein, davon 43 Millionen US-Dollar in den USA und 0,58 Millionen US-Dollar in Deutschland.[1]
- Dies war der letzte Film mit Harold Ramis († 2014) in der Funktion als Schauspieler, Autor und Regisseur.

## Kritiken
Der Film erhielt überwiegend negative Kritiken. Auf IMDb erreicht er eine Wertung von 4,9 und bei Rotten Tomatoes 15 % (Stand: Oktober 2016).
Das Lexikon des internationalen Films schreibt: „Die Klamotte schwingt sich nie zu einer Satire der biblischen Geschichten auf, sondern bezieht ihren Witz lediglich aus der steinzeitmäßigen Tumbheit ihrer Helden. Diesen verleihen wenigstens die soliden Hauptdarsteller einigen Charme, während die Regie nahezu alle inszenatorischen Möglichkeiten ungenutzt lässt.“
Einige Kritiker bemängeln, dass die originelle Prämisse von den unoriginellen Witzen zerstört wird. So schreibt Cinema: „Die Idee, zwei grobschlächtige Urzeitmenschen in die Welt des Alten Testaments zu verfrachten, hört sich vielversprechend an. […] Schade, dass Harold Ramis seine originelle Rahmenhandlung mit tiefergelegten Furzkalauern und den gängigen Jungfrauen- und Sexwitzen garniert. […] Und auch bei der Besetzung gibt es kaum Überraschungen: Hauptdarsteller Jack Black spult sein aus Peinlichkeitsoffensiven wie Nacho Libre bekanntes Loser-Programm ab, und Co-Star Michael Cera kopiert als felltragendes Sensibelchen seine Figur des Paulie Bleeker aus Juno.“